# Бетти, Лаура
Лаура Бетти (итал. Laura Betti; 1 мая 1927, Казалеккьо-ди-Рено — 31 июля 2004, Рим) — итальянская актриса кино.

## Биография
Настоящая фамилия — Тромбетти (итал. Trombetti). Начинала как актриса кабаре, джазовая певица. К 25-ти годам была признана звездой римских кабаре. Первый раз она появилась на экране в «Сладкой жизни» (певица, 1960, реж. Федерико Феллини). Лауру Бетти познакомил с великим режиссёром и поэтом Пьером Паоло Пазолини писатель Альберто Моравиа. Бетти оказалась единственной женщиной, которая покорила сердце Пазолини и осталась его близким другом на всю жизнь. Благодаря Пазолини, к Лауре Бетти пришла актёрская слава. В новелле из фильма «РоГоПаГ» (1962) Бетти ярко сыграла взбалмошную кинозвезду. За роль служанки Эмилии, соблазненной загадочным визитером, в фильме «Теорема» (1970), она получила премию на Международном кинофестивале в Венеции. Снималась в небольших ролях и в других фильмах Пазолини. После убийства Пьера Паоло Пазолини в 1975 году она стала хранительницей его памяти, автором посвященных ему фильмов и книги.
Снималась в фильмах выдающихся кинематографистов: Роберто Росселини, Марко Беллоккьйо, Миклоша Янчо, Этторе Скола, Аньес Варда, Жан-Мари Штрауба, Марио Моничелли. Играла и в коммерческом кино у режиссёров Жака Дере, Марио Бава. Роль Лауры Бетти была полностью вырезанная из «Последнего танго в Париже» (1972, реж. Бернардо Бертолуччи). Однако режиссёр дал сыграть Бетти одну из её важнейших ролей в кинобиографии — Регину, жестокую фашистку с маниакальными наклонностями, в знаменитой киноэпопее «Двадцатый век» (1976). Среди лучших ролей выделяется — предательница Эстер в фильме режиссёров братьев Тавиани «Аллонзанфан» (1974). В последующие годы актриса играла преимущественно небольшие роли. С 1960-х годов и до последних дней активно занималась литературной деятельностью и политикой, возглавляя литературные и политические течения в Италии марксистского направления.

## Фильмография
- 1960 — Сладкая жизнь — Лаура
- 1960 — В Риме была ночь
- 1963 — РоГоПаГ
- 1967 — Ведьмы
- 1968 — Каприз по-итальянски
- 1968 — Теорема
- 1971 — Кровавый залив
- 1972 — Кентерберийские рассказы
- 1972 — Об убийстве — на первую полосу
- 1974 — Аллонзанфан
- 1976 — Двадцатый век
- 1977 — Банда
- 1982 — Новый мир
- 1990 — Галантные дамы — Екатерина Медичи

## Образ в кино
- Пазолини — Мария де Медейруш (2014)